# Le Petit Homme (film, 2014)
 (mai 2020).
Si vous disposez d'ouvrages ou d'articles de référence ou si vous connaissez des sites web de qualité traitant du thème abordé ici, merci de compléter l'article en donnant les références utiles à sa vérifiabilité et en les liant à la section « Notes et références ».
Pour les articles homonymes, voir Le Petit Homme.
Pour plus de détails, voir Fiche technique et Distribution.
Le Petit Homme (Macondo) est un film autrichien réalisé par Sudabeh Mortezai et sorti en 2014.

## Synopsis
Ramasan est un garçon de 11 ans qui vient de Tchétchénie avec sa mère et ses deux sœurs plus jeunes. Ils sont accueillis depuis un ou deux ans dans la structure autrichienne Macondo qui héberge un grand nombre de réfugiés de différentes nationalités. Ils ont un petit appartement et sont en voie d'intégration sous la surveillance des autorités sociales. Ramasan va à l'école, parle bien l'allemand mais pas sa mère. Leur dossier est en voie de régularisation, l'obstacle principal restant le manque de père pour cette famille. Ce dernier a été tué dans des circonstances imprécises lors de la guerre en Tchétchénie et est considéré comme un héros par son jeune fils qui fait des efforts pour aider sa mère malgré l'influence néfaste de la bande de garçons qu'il fréquente.
Isa, un autre réfugié, contacte la famille et dit être un ami du père disparu. Il se rapproche de Ramasan dans un premier temps, rend des services à la famille, mais rentre alors en compétition comme figure paternelle avec celle du père fantasmé par le   garçon qui rejette alors violemment le jeune homme.

## Fiche technique

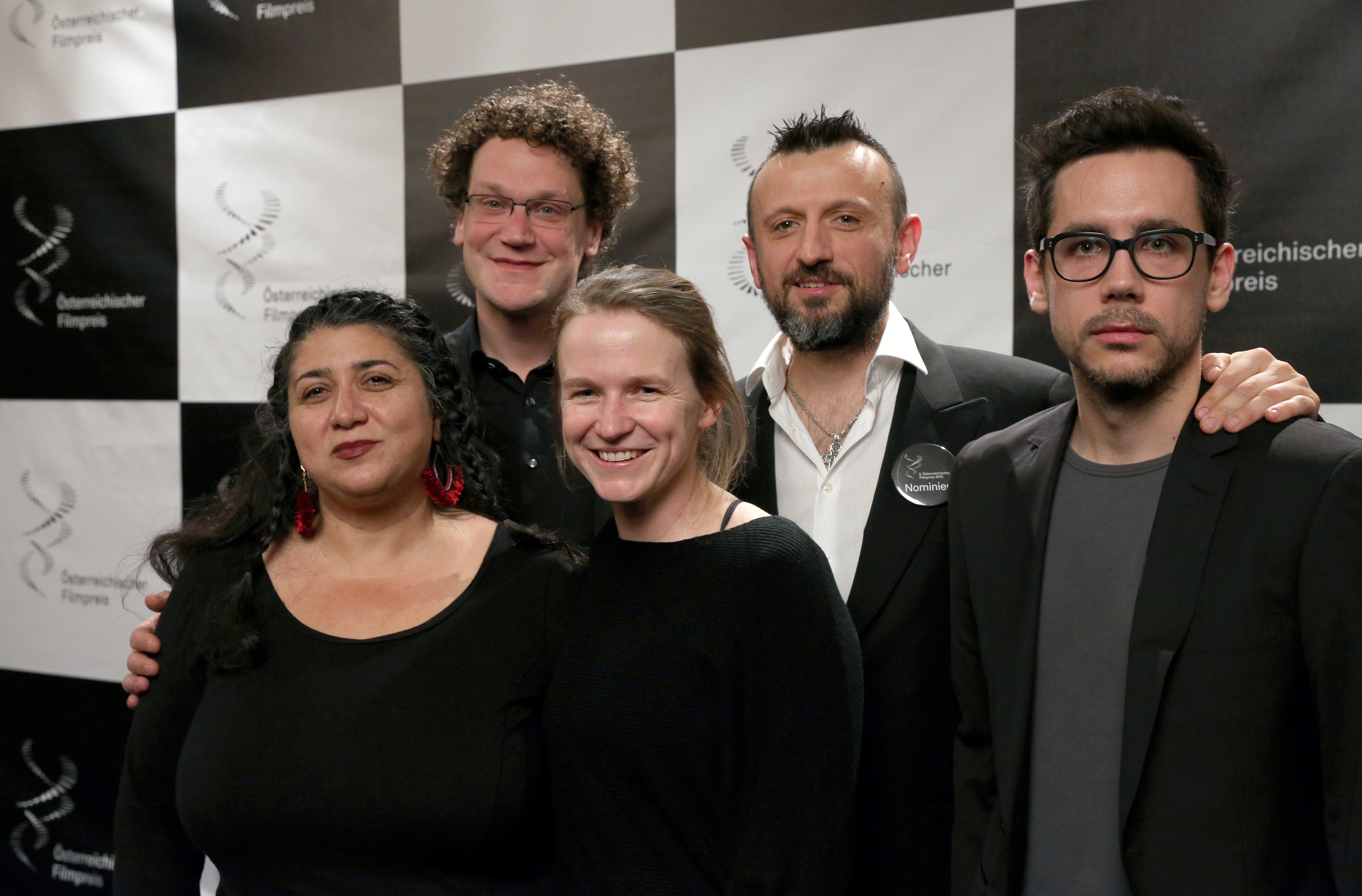
La réalisatrice (1er rang à gauche, à Vienne lors d'une remise de prix pour le film.

- Titre original : Macondo
- Réalisatrice : Sudabeh Mortezai
- Scénario : Sudabeh Mortezai
- Durée : 98 minutes
- Langue : Allemand
- Sortie : 
  - Autriche : 14 novembre 2014
  - France : 25 mars 2015

## Distribution
- Ramasan Minkailov : Ramasan
- Aslan Elbiev : Isa
- Kheda Gazieva : Aminat
- Rosa Minkailova : Rosa
- Iman Nasuhanowa : Iman
- Askhab Umaev : Askhab
- Hamsat Nasuhanov : Deni
- Champascha Sadulajev : Champascha

## Autour du film
La réalisatrice, dans une interview figurant sur l'édition en DVD, explique qu'elle a voulu traiter son film à mi-chemin entre le documentaire et la fiction, utilisant des acteurs non professionnels dont la vie était proche de celle des rôles, leur laissant une part d'improvisation dans les scènes.

## Récompenses
- Festival di Berlino 2014 - Festival internazionale del cinema di Berlino
  - Nomination Orso d'oro per il miglior film
  - Nomination migliore opera prima
- 2014 : Hong Kong International Film Festival
  - Golden Firebird Award (Young Cinema) à Sudabeh Mortezai
  - Nomination premio Fédération internationale de la presse cinématographique à Sudabeh Mortezai
- 2014 : BFI London Film Festival
  - Nomination Sutherland Award per la miglior opera prima à Sudabeh Mortezai
- 2014 : Sarajevo Film Festival
  - Premio CICAE à Sudabeh Mortezai
  - Nomination miglior film
- 2014 : Seattle International Film Festival
  - Nomination New Director's Showcase Award à Sudabeh Mortezai
- 2014 : Zurich Film Festival
  - Nomination Best Film in Focus Switzerland, Germany, Austria à Sudabeh Mortezai
- 2015 : Festival Premiers Plans d'Angers
  - Nomination Gran Premio della Giuria (film europei)
- 2015 : Austrian Film Award
  - Nomination miglior film à Sabine Moser e Oliver Neumann
  - Nomination miglior regia à Sudabeh Mortezai
  - Nomination miglior sceneggiatura à Sudabeh Mortezai
  - Nomination miglior fotografia à Klemens Hufnagl
  - Nomination miglior montaggio sonoro à Atanas Tcholakov et Bernhard Maisch